# Provinciale weg 602
De provinciale weg 602 (N602) is een provinciale weg in Noord-Brabant. De uit twee rijstroken bestaande weg loopt van Sint Hubert (vanaf de aansluiting met de N264) naar Wanroij en heeft een lengte van 1,3 kilometer.
De N602 liep oorspronkelijk vanaf Wanroij verder door via Ledeacker naar Sint Anthonis, alwaar ze aansloot op de N272. De provincie droeg dit gedeelte op 1 januari 2010 over aan de gemeente Sint Anthonis.
De weg liep door een aantal dorpskernen, waardoor de maximumsnelheid op de weg varieerde van 50 tot 80 kilometer per uur. Op het tracé waren enkele kruispunten, waarop het verkeer door middel van rotondes en reguliere kruisingen geregeld werd. Het gedeelte dat door Sint Anthonis liep, had de straatnaam Breestraat. Onderweg had de N602 lokale straatnamen als Dorpsstraat (Ledeacker), St. Anthonisweg (Rijkevoort-De Walsert) en Molenstraat (Wanroij).
N62 · N69 · N251 · N252 · N253 · N254 · N255 · N256/A256 · N257 · N258 · N260 · N261 · N262 · N263 · N264 · N266 · N267 · N268 · N269 · N270/A270 · N271 · N272 · N273 · N274 · N275 · N276 · N277 · N278 · N279 · N280 · N281 · N282 · N283 · N284 · N285 · N286 · N287 · N288 · N289 · N290 · N291 · N292 · N293 · N294 · N295 · N296 · N296n · N297 · N298 · N300 · N321 · N322 · N324 · N329 · N389 · N394 · N395 · N396 · N397

N556 · N562 · N564 · N570 · N572 · N590 · N595 · N598 · N601 · N602 · N605 · N607 · N612 · N613 · N615 · N616 · N617 · N618 · N620 · N622 · N625 · N629 · N631 · N632 · N637 · N638 · N639 · N640 · N641 · N651 · N652 · N653 · N654 · N655 · N656 · N658 · N659 · N660 · N661 · N662 · N663 · N664 · N665 · N666 · N667 · N668 · N669 · N670 · N671 · N673 · N674 · N675 · N676 · N682 · N683 · N686 · N689 · N690 · N831 · N843

Voormalige provinciale wegen: N299 · N551 · N552 · N553 · N554 · N555 · N560 · N561 · N563 · N565 · N566 · N567 · N568 · N571 · N574 · N580 · N581 · N582 · N583 · N584 · N585 · N586 · N587 · N588 · N589 · N591 · N592 · N593 · N594 · N596 · N597 · N603 · N604 · N606 · N608 · N610 · N611 · N614 · N619 · N621 · N623 · N624 · N626 · N628 · N630 · N634 · N642 · N657